# Ricardo Gómez García
Ricardo Gómez García va ser un militar i carrabiner espanyol que va participar en la Guerra civil, arribant a manar diverses unitats militars.

## Biografia
Membre del Cos de Carrabiners, al juliol de 1936 ostentava el rang de tinent i es trobava destinat a Guipúscoa; des del seu càrrec es va oposar a la revolta militar. Va prendre part en la defensa d'Irun, al costat dels carabiners de tinent Ortega i les milícies manades per Manuel Cristóbal Errandonea. Considerat un militar eficient, amb posterioritat va manar la 1a Divisió del Cos d'Exèrcit d'Euzkadi, intervenint en la campanya de Biscaia. Seria substituït pel tinent coronel Joseph Putz, si bé Gómez tornaria a ocupar el comandament de la divisió —que va ser transformada en la 48a Divisió de l'Exèrcit republicà.
Després de la caiguda del front Nord va tornar a la zona central republicana, on va continuar la lluita. Va arribar a manar la 56a Divisió, que guarnia el front del Segre. La seva unitat va tenir un mal acompliment al començament de la campanya de Catalunya, amb la desbandada general d'algunes de les seves unitats davant l'atac enemic. Pel que sembla Gómez García hauria estat rebaixat i posat al comandament d'una unitat menor, la 23a Brigada Mixta. A partir d'aquí es perd el seu rastre.